# Monguzzo
Monguzzo (Monguzz in dialetto brianzolo, AFI: /muŋˈɡyts/) è un comune italiano di 2 357 abitanti della provincia di Como in Lombardia. Nel comune, situato a circa 18 km da Como, 45 km da Milano e 20 km da Lecco, sorge un antico castello che risale alla prima età medievale, oggi proprietà dell'Ordine dei Fatebenefratelli. Sul territorio comunale è inoltre presente un Santuario recentemente restaurato dedicato alla Madonna di Lourdes.
Il paese è immerso nel suggestivo verde dell'Alta Brianza ed offre numerose possibilità di escursione nei boschi del Parco regionale della Valle del Lambro.

## Geografia fisica

### Territorio
Monguzzo si trova nell'Alta Brianza, in una zona prettamente collinare caratterizzata da numerose balze; l'altitudine varia da un minimo di 247 metri (al confine con la località Baggero del Comune di Merone) ad un massimo di 366 metri, corrispondente alla vetta del colle su cui sorge il castello.
Il confine settentrionale del territorio comunale è costituito dal lago di Alserio, su cui tuttavia non si affaccia direttamente il paese; tra la zona abitata ed il lago vi è infatti una larga fascia boschiva (cosiddetto "Bosco della Buerga").

Due sono i corsi d'acqua più rilevanti: 
- il fiume Lambro, che lambisce il territorio comunale nella sua parte sud-orientale
- la roggia Cavolto, che nasce alle pendici del colle più alto e, dopo aver segnato gran parte del confine meridionale del territorio comunale, forma i laghetti dell'Oasi di Baggero e si getta nel Lambro.

### Clima
Come tutta la parte collinare briantea, il clima di Monguzzo può essere classificato continentale. Pertanto, gli inverni sono abbastanza piovosi e rigidi, le mezze stagioni brevi e miti e le estati torride e molto umide. Tuttavia il clima risulta mitigato dalla vicinanza dei laghi di Alserio e Pusiano.
Il Comune di Monguzzo è stato classificato come zona climatica E dal DPR 26 agosto 1993, n. 412, per via dei suoi 2524 gradi giorno; pertanto, l'esercizio degli impianti termici è consentito dal 15 ottobre al 15 aprile di ogni anno per 14 ore al giorno al massimo.

## Origini del nome
Come molte località italiane che hanno la stessa conformazione morfologica, il toponimo "Monguzzo" deriva dal latino mons acutus, cioè "monte acuto": chiaro il riferimento alla collina su cui è situato il paese e sulla cui cima si erge il castello.

## Storia
Da Monguzzo, in epoca romana, passava la via Mediolanum-Bellasium, strada romana che metteva in comunicazione Mediolanum (Milano) con Bellasium (Bellagio). Nel XIV secolo la strada di collegamento con il capoluogo lombardo aveva invece il nome di strata da Niguarda, la cui manutenzione spettava anche a quello che in quel tempo era noto come "locho da Maguzio".
Le vicende storiche di Monguzzo sono strettamente legate a quelle del castello, il suo monumento più importante, la cui esistenza è già documentata nel X secolo.
Le prime notizie risalgono al 920: in questa data il re d'Italia Berengario, che aveva fatto costruire diverse fortezze sulle sommità dei colli brianzoli per contrastare l'avanzata degli Ungari, aveva assegnato alla Basilica di San Giovanni di Monza la corte di Calpuno, che comprendeva la collina monguzzese. All'epoca, tale collina ospitava probabilmente già una rocca.
Passato prima ad Ottone III (1000) e poi nuovamente ai canonici monzesi (1196), il territorio di Monguzzo fu al centro di una disputa riguardo al suo possesso. La disputa si concluse nel 1209 a favore di questi ultimi. Nello stesso anno si hanno notizie di un'insurrezione dei Monguzzesi contro la Basilica di Monza a causa delle tasse e delle gabelle a cui erano assoggettati. Tale rivolta vedeva gli abitanti di Monguzzo contrapposti a quelli di Calpuno, che avevano giurisdizione su Monguzzo per conto dei canonici. La questione fu risolta nel 1210, con una decisione consolare a favore dei calpunesi.
Intorno al 1250 Monguzzo passò sotto il diretto controllo della Camera Ducale fino al 2 agosto 1380, quando il duca Gian Galeazzo Visconti donò il castello al condottiero Jacopo Dal Verme. La zona rimase feudo dei Dal Verme fino all'espropriazione di tutti i beni di questa famiglia da parte di Ludovico il Moro; in seguito, nel 1486, il feudo di Monguzzo fu donato (come premio di guerra) da Gian Galeazzo Sforza a Giovanni II Bentivoglio, signore di Bologna.
Nel 1527 il condottiero Gian Giacomo Medici, detto il Medeghino, si impadronì del castello a spese di Alessandro Bentivoglio  e vi si insediò fino al 1531 (1529), quando le truppe spagnole e sforzesche lo riconquistarono e lo riaffidarono al Bentivoglio.
Nel 1562 i Bentivoglio lasciarono il feudo: da quel momento il territorio di Monguzzo diminuisce sempre di più per le continue cessioni ed i piccoli infeudamenti. Nel 1567 i principali feudatari di Monguzzo divenne la famiglia di Gabriele Ferrante Medici di Novate, meglio noti come i Novati, che poi nel 1684 cedettero parzialmente ai Rosales. Questi ultimi nel 1739 riuscirono a dimostrare il possesso del castello.
Nel 1751 la competenza amministrativa del comune di Monguzzo si estendeva anche alla cassina di Cavogno e alle località di Careggia, Colciago, Galbusate, Fornasetta, Ponte Nuovo, Fornace, oltre che a porzioni di Lurago e di Lambrugo. Due anni più tardi il comune figura con la denominazione "Monguzzo con Monticello", mentre nel 1757 come "Monguzzo con Nobile".
Un decreto di riorganizzazione amministrativa del Regno d'Italia napoleonico datato 1807 sancì l'accorpamento delle comunità di Monguzzo e uniti, Mojana e Merone in un unico comune, che un altro decreto datato 1812 ribattezzò in "Nobile". Tutte le decisioni del periodo napoleonico furono tuttavia abrogate con la Restaurazione, che comportò la ricostituzione del comune di Monguzzo con Nobile.
Nella prima metà del XIX secolo il castello di Monguzzo fu base strategica della Carboneria, tanto che i Rosales, per sfuggire ai governativi, dovettero lasciare il paese.
Nella compartimentazione delle province del Regno Lombardo-Veneto del 1853 il comune di "Monguzzo" risulta comprendere la frazione di Nobero.
Come tutta la Lombardia - ad eccezione della Provincia di Mantova -, Monguzzo fu annesso al Regno di Sardegna nel 1859 a seguito della seconda guerra d'indipendenza ed entrò a far parte del Regno d'Italia nel 1861.
Durante la seconda guerra mondiale Monguzzo fu attivo centro della Resistenza italiana: nell'ottobre 1943 fu costituita una formazione partigiana con il compito di recuperare armi, divulgare la stampa clandestina, aiutare i partigiani sulle montagne, assistere le famiglie degli sbandati ed effettuare staffette. La liberazione del paese dai Nazifascisti avvenne il 25 aprile 1945, giorno in cui la formazione partigiana di Monguzzo prese possesso del Municipio.

### Simboli

Stemma

Lo stemma e il gonfalone di Monguzzo sono stati concessi con decreto del Presidente della Repubblica del 1º ottobre 1974.
Stemma
Il castello rappresenta il forte medievale, ancora oggi presente, che si erge sulla parte più alta del paese. Le fiamme che cimano ciascuna delle due torri sono simbolo della famiglia Bentivoglio, feudataria sin dal 1486 di Monguzzo, Colciago e Lurago. I tre monti di verde nella parte inferiore dello stemma, oltre a ricordare l'altitudine del paese, fanno riferimento all'etimologia del nome Monguzzo, dal latino mons acutus ("monte aguzzo").
Gonfalone
Il gonfalone di Monguzzo è costituito da un drappo troncato di verde e di giallo; al centro vi è lo stemma comunale sormontato dalla scritta d'argento "Comune di Monguzzo".

## Monumenti e luoghi d'interesse

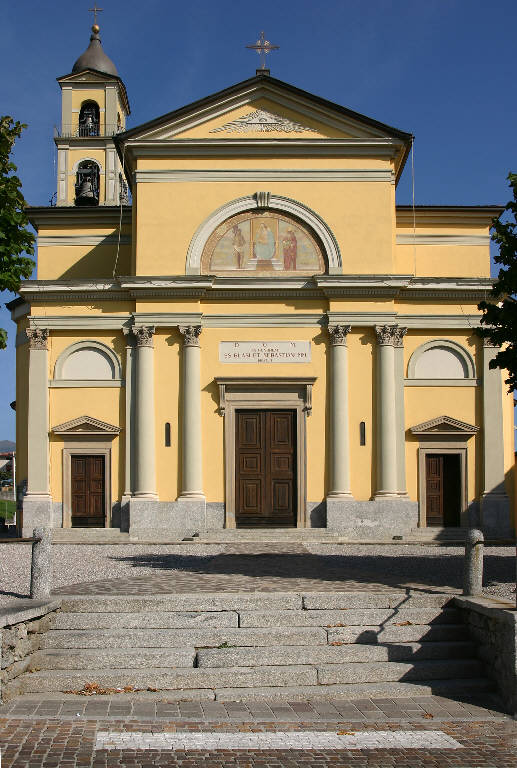
Chiesa dei SS. Biagio e Sebastiano

### Architetture religiose

#### Chiesa dei Santi Biagio e Sebastiano
La Chiesa dei Santi Biagio e Sebastiano è la parrocchiale del paese, situata all'angolo tra le vie A. Manzoni e Chiesa, poco distante dal castello feudale ed edificata in sostituzione di una precedente chiesa del XIII secolo. La costruzione dell'attuale edificio è iniziata alla fine del XIX secolo come nuova parrocchia dedicata a San Biagio, in un luogo facilmente raggiungibile sia dagli abitanti di Monguzzo che da quelli di Nobile. Nel 1890 viene aggiunta la dedicazione a San Sebastiano; la sua consacrazione è avvenuta il 15 ottobre 1898 ad opera del cardinale Andrea Ferrari, al termine di vent'anni di lavori. All'interno della chiesa, rimaneggiata alla fine del XX secolo, c'è una statua raffigurante San Biagio.

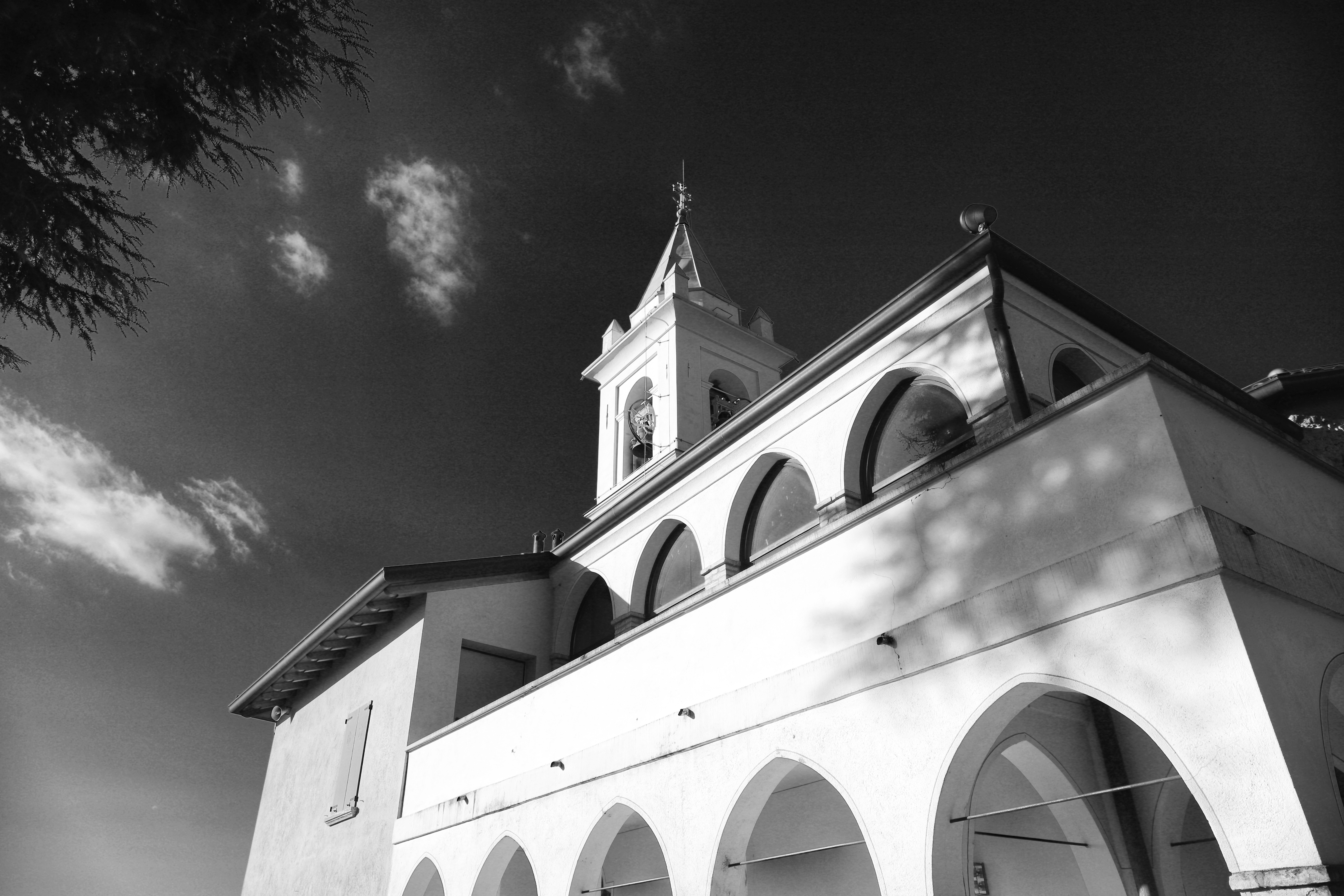
Santuario di Nostra Signora di Lourdes

#### Santuario della Madonna di Lourdes
Situata nel rione San Biagio, in via Santuario, la chiesa si trova sulla sommità di una collina a nord-est dell'abitato. Le sue prime notizie risalgono al X secolo; è stata chiesa parrocchiale dedicata a San Biagio fino alla costruzione della nuova chiesa e, successivamente, è stata trasformata nell'attuale santuario dedicato alla Madonna di Lourdes. Il nuovo edificio è stato inaugurato dal cardinale Andrea Ferrari il 12 settembre 1902 ed è stato ristrutturato da ultimo a cavallo tra i secoli XX e XXI.
L'interno, a navata unica, presenta due cappelle laterali dedicate rispettivamente alla Vergine Immacolata e alla Vergine del Carmelo, una statua della Madonna della Divina Grazia (1746), ex voto dei monguzzesi scampati alla peste, ed un affresco del XVI secolo raffigurante San Giuseppe e il Bambin Gesù, opera di ignoti. La parte absidale racchiude una ricostruzione della grotta di Lourdes, con all'interno le statue della Vergine di Lourdes e di Bernadette.
All'esterno ci sono una statua della Pietà ed una lanterna votiva a ricordo dei caduti in guerra. Il parroco attuale è don Alfonso Valsecchi.

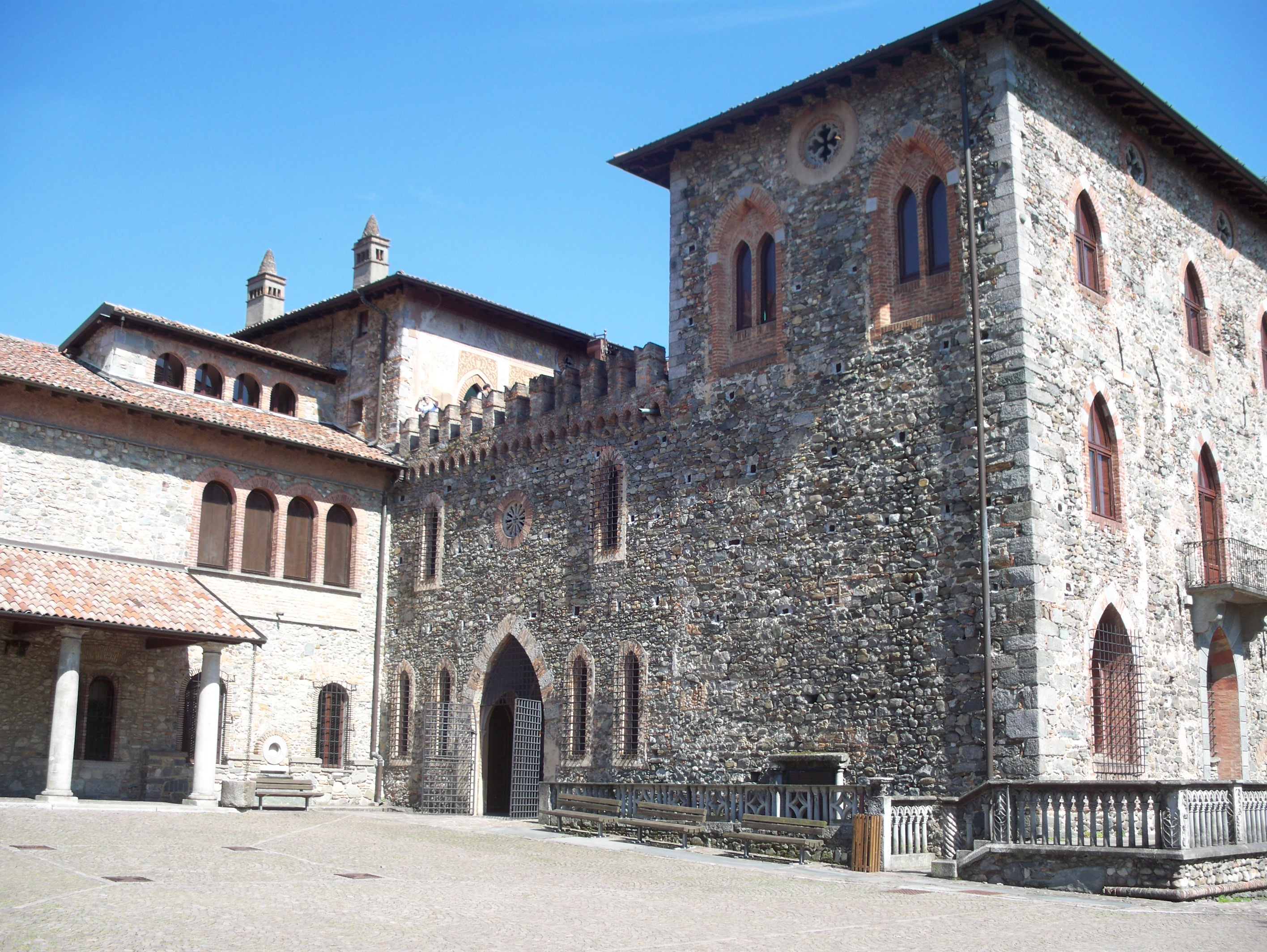
Castello di Monguzzo

### Architetture militari e civili

#### Castello di Monguzzo
Attestato su una collina dal nome di Mons Acutus già nel 920, il castello appartenne a nobili famiglie come i Visconti e i Bentivoglio, oltre che a condottieri come Jacopo Dal Verme e Gian Giacomo Medici, prima di diventare un covo di carbonai durante il Risorgimento.

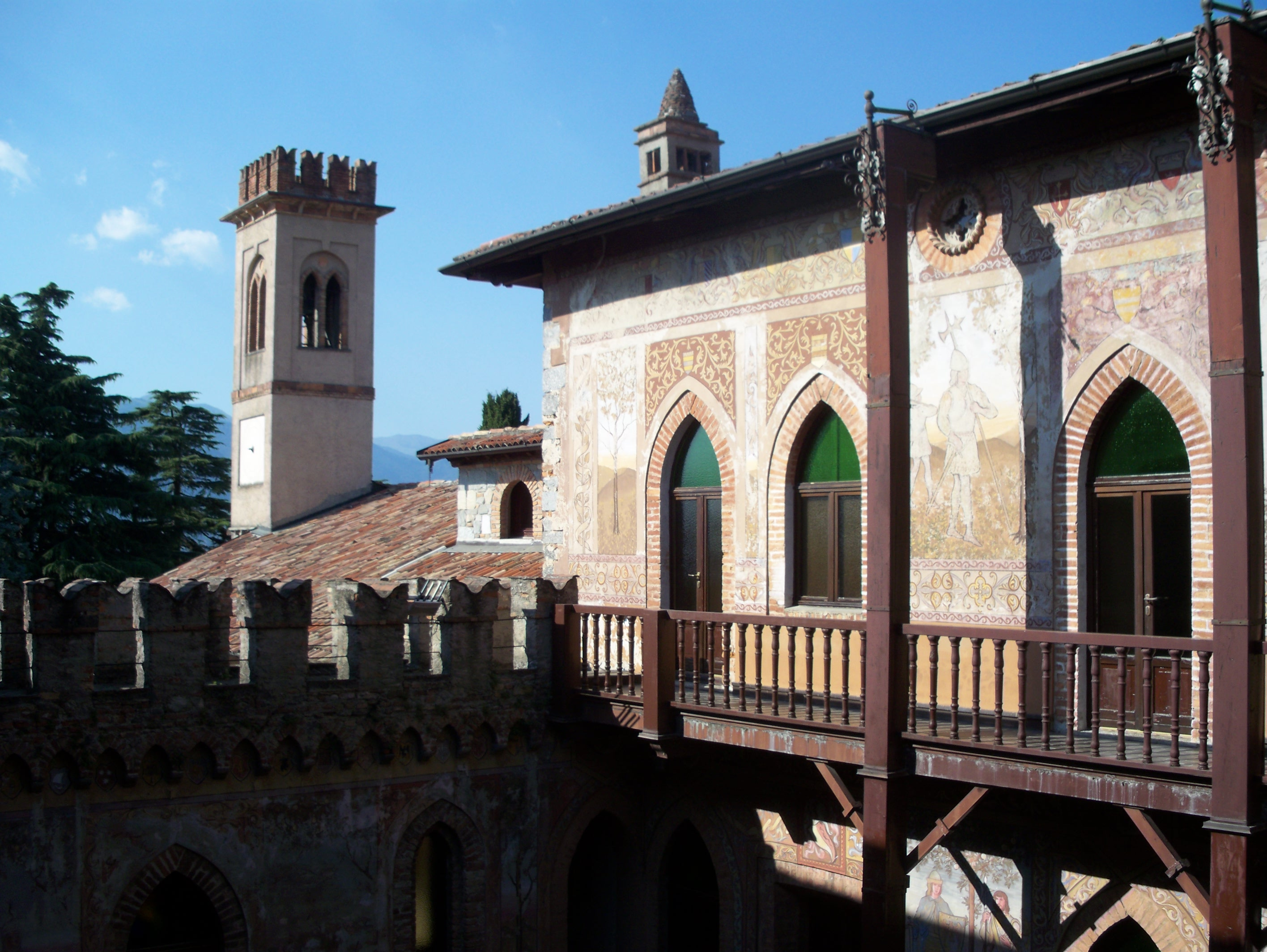
Torretta del castello

Dalla seconda metà del XX secolo ospita un centro per congressi e studi ospedalieri appartenente all'Ordine Ospedaliero "Fatebenefratelli" di San Giovanni di Dio.

### Aree naturali
Gran parte del territorio di Monguzzo, in particolare le ampie zone boschive del paese, è compresa nel Parco regionale della Valle del Lambro.
Tra i boschi di Monguzzo, il più rilevante è il Bosco della Buerga, che si trova sul pendio collinare lungo la riva meridionale del lago di Alserio; qui sono presenti specie arboree come l'ontano nero, il frassino maggiore, il castagno, l'olmo campestre, la farnia, il carpino bianco e l'acero.
Proprio sulle rive del lago di Alserio il 3 ottobre 2004 è stato inaugurato il Centro di Educazione Ambientale "Bambini di Beslan", comprendente un laboratorio didattico ospitato nei locali dell'edificio denominato "Casino del Lago", un percorso botanico-naturalistico all'interno del Bosco della Buerga ed una lucia elettrica da 28 posti denominata Amicizia, attraccata al Castel del Lago.

## Società

### Evoluzione demografica

#### Demografia pre-unitaria
- 110 nel 1751[7]
- 431 nel 1771 incorporando Nobile[14]
- 465 nel 1799[15]
- 495 nel 1805[15]
- aggregazione a Mojana e Merone nel 1809[15]
- 765 nel 1853[16]
- 782 nel 1859[27]

#### Demografia post-unitaria
Abitanti censiti

Dal grafico sopra riportato si può vedere come la popolazione di Monguzzo sia stata pressoché costante per circa un secolo, sempre comunque attorno ai mille abitanti. Dopo una lenta e costante crescita, iniziata soprattutto negli anni cinquanta, vi è stata un'esplosione demografica dopo il censimento del 1981: gli abitanti sono aumentati di oltre un terzo nel giro di dieci anni, passando da 1 244 a 1 693 (+ 36,09%), mentre tra il 1991 ed il 2001 (1 922 abitanti) l'incremento è stato del 13,53%. Questa tendenza è confermata tuttora, visto che rispetto al censimento del 2001 la popolazione monguzzese - oggi attestata sui 2 207 abitanti - è cresciuta del 14,83%.
Il fatto che il territorio di Monguzzo sia ancora provvisto di vaste aree verdi ha sicuramente favorito il fattore migratorio da parte di persone che prestano la propria attività nei grandi centri urbani vicini come Erba e Cantù, alla ricerca di un luogo tranquillo dopo una giornata di lavoro in città. È anche da tener presente che Monguzzo si trova quasi a metà strada tra Como e Lecco, mentre Milano è facilmente raggiungibile sia in auto tramite la strada "Nuova Valassina", sia in treno dalla vicina stazione di Merone della linea Milano-Asso gestita dalle Ferrovie Nord Milano.

### Etnie e minoranze straniere
L'ondata migratoria degli ultimi anni ha interessato anche chi proviene dall'estero: alla data del 31 dicembre 2010, a Monguzzo risiedono 156 stranieri, pari al 7,07% della popolazione, con un incremento di 17 unità rispetto all'anno precedente. Di questi, 100 provengono da Paesi che non fanno parte dell'Unione europea. Le comunità nazionali più numerose sono le seguenti:
- Romania: 49
- Marocco: 26
- Albania: 18
- Egitto: 18
- Algeria:  7

## Cultura

### Ambiente
Sul territorio è attiva l'associazione ambientalista Legambiente Erbese che propone svariate iniziative per gli individui e ha particolare attenzione alle scuole primarie.

### Istruzione
A Monguzzo sono presenti la scuola dell'infanzia, intitolata ad Enrichetta e Giannino Luppis de Rammer, e la scuola primaria, dedicata a Sandro Pertini. In mancanza della scuola secondaria di primo grado, in virtù di una convenzione è data la possibilità agli studenti monguzzesi di frequentare la scuola "Aldo Moro" di Merone.

## Geografia antropica
L'art. 2, comma 2 del vigente Statuto comunale stabilisce che la circoscrizione del Comune è costituita dal capoluogo Monguzzo e dalle seguenti frazioni, nuclei ed agglomerati principali: Nobile, Bassetto e Fornace, Cascina Bindella, Cascina Enrichetta, Cascina Nuova, Cascina S. Biagio, Cascina Solferino, Poggio Castello, Poggio Cavolto e Sceria.

In particolare, i nuclei maggiori sono:
- Monguzzo, che si sviluppa sulla collina dominata dal castello feudale;
- Nobile, frazione che si trova ai piedi della collina, nella parte orientale del territorio comunale. Fino al 2001 la locale Villa Cerri ospitava il Municipio, poi trasferito presso l'ex Cascina San Biagio;
- Poggio Cavolto, zona residenziale sviluppatasi a partire dagli anni Settanta sulle pendici meridionali della collina, al confine con il Comune di Lurago d'Erba.

## Economia

### Agricoltura
Fino al XIX secolo Monguzzo era un paese prevalentemente agricolo; i vasti appezzamenti erano suddivisi tra pochi proprietari terrieri, che distribuivano la terra ai contadini in cambio di parte del raccolto; a questi ultimi competevano le spese di coltivazione. Solo alla fine dell'Ottocento le condizioni economiche dei contadini migliorarono, grazie all'introduzione del contratto di affitto a denaro; tuttavia già nei primi anni del XX secolo iniziò lo spopolamento delle campagne a fronte di un aumento di lavoratori nelle fabbriche. Inoltre, nel primo dopoguerra ci fu un frazionamento della grande proprietà terriera e l'affermazione di piccole realtà di coltivatori diretti.
Monguzzo era un tempo rinomata soprattutto per la coltivazione delle pesche, tanto che i suoi abitanti erano chiamati perzegatt.
Anche se oggi l'economia di Monguzzo si basa solo in minima parte sull'agricoltura, il paese viene ancora spesso definito "centro agricolo", grazie alla presenza delle vaste aree prative tuttora presenti.

### Industria
Le industrie a Monguzzo cominciarono a svilupparsi alla fine dell'Ottocento, in concomitanza con lo spopolamento delle campagne; il maggiore incremento si ebbe nell'immediato primo dopoguerra, mentre nel secondo la realtà industriale di Monguzzo era da considerarsi ormai consolidata. In particolare, a Monguzzo hanno sede industrie meccaniche, tessili e d'arredamento, soprattutto di piccole dimensioni.
La più grande realtà industriale del paese è tuttavia la Cementeria di Merone; fondata nel 1928, è oggi gestita dalla Holcim Italia S.p.A. e, pur avendo la sede nella vicina Merone, si trova in parte sul territorio comunale di Monguzzo.
Un'altra impresa di rilevanza nazionale presente a Monguzzo è la Fattoria Scaldasole S.r.l., fondata nel 1986, che produce latte e derivati provenienti da agricoltura biologica.

## Infrastrutture e trasporti

### Strade
La principale strada che attraversa il territorio di Monguzzo è la Strada provinciale 41, detta anche "Nuova Valassina", che collega Erba alla Strada statale 36 all'altezza di Giussano; in particolare unisce il paese con i Comuni di Merone a nord-est e Lurago d'Erba a sud. La Nuova Valassina è costituita da una strada a doppia carreggiata e due corsie per senso di marcia tra Merone e la frazione di Nobile, mentre è a carreggiata unica con una corsia per senso di marcia nella parte restante.

Altre strade di rilevanza comunale che uniscono Monguzzo ai centri vicini sono:
- via per Anzano, che porta ad Anzano del Parco
- via Magenta, che unisce la frazione di Nobile a Merone
- via Cava Marna, strada sterrata che da Nobile conduce alla località Baggero situata nel Comune di Merone

### Ferrovie
Il Comune di Monguzzo è attraversato da due linee ferroviarie:
- la ferrovia Como-Lecco, gestita dalle Ferrovie Trenord, che passa nell'estrema parte meridionale del territorio comunale
- la ferrovia Milano-Asso, gestita dalle Ferrovie Trenord, che attraversa il territorio a sud-est

Pur essendo presenti queste due linee, Monguzzo non ha una stazione ferroviaria: le più vicine si trovano a Merone (che serve sia la Como-Lecco che la Milano-Asso) e ad Anzano del Parco (Como-Lecco).

### Mobilità urbana
Monguzzo è punto di passaggio di due linee automobilistiche extraurbane, entrambe gestite dalla ASF Autolinee S.r.l.:
- la C91 Erba-Cremnago, che attraversa Monguzzo lungo la Nuova Valassina
- la C47 Como-Casatenovo-Merate, che transita anche in centro paese

## Amministrazione
Segue un elenco delle amministrazioni locali.
| Periodo | Periodo   | Primo cittadino        | Partito                                                     | Carica                  | Note |
| ------- | --------- | ---------------------- | ----------------------------------------------------------- | ----------------------- | ---- |
| 1860    | 1868      | Francesco Viganò       |                                                             | Sindaco                 |      |
| 1868    | 1872      | Sebastiano Mondolfo    |                                                             | Sindaco                 |      |
| 1873    | 1874      | Francesco Viganò       |                                                             | Sindaco                 |      |
| 1874    | 1875      | Biagio Corti           |                                                             | Sindaco                 |      |
| 1875    | 1878      | Francesco Viganò       |                                                             | Sindaco                 |      |
| 1879    | 1883      | Domenico Porro         |                                                             | Sindaco                 |      |
| 1884    | 1891      | Everardo Lissoni       |                                                             | Sindaco                 |      |
| 1892    | 1914      | Enrico Cerri           |                                                             | Sindaco                 |      |
| 1915    | 1920      | Luigi Bignami          |                                                             | Sindaco                 |      |
| 1920    | 1922      | Giovanni Colombo       |                                                             | Sindaco                 |      |
| 1923    | 1925      | ---                    |                                                             | Commissario prefettizio |      |
| 1926    | 1939      | Luigi Bignami          |                                                             | Podestà                 |      |
| 1940    | 1945      | ---                    |                                                             | Commissario prefettizio |      |
| 1945    | 1951      | Giovanni Colombo       |                                                             | Sindaco                 |      |
| 1951    | 1956      | Attilio Buzzi          |                                                             | Sindaco                 |      |
| 1956    | 1964      | Giuseppe Cazzaniga     |                                                             | Sindaco                 |      |
| 1964    | 1970      | Pietro Rossi           |                                                             | Sindaco                 |      |
| 1970    | 1987      | Luciano Molteni        |                                                             | Sindaco                 |      |
| 1988    | 1990      | Giuseppe Corti         |                                                             | Sindaco                 |      |
| 1990    | 1992      | Virginio Mauri         |                                                             | Sindaco                 |      |
| 1992    | 1995      | Francesco Cardani      |                                                             | Sindaco                 |      |
| 1995    | 2004      | Flavio Ferrari         | Insieme per Monguzzo                                        | Sindaco                 |      |
| 2004    | 2019      | Marco Sangiorgio       | Insieme per Monguzzo (2004-2009) MonguzzoInsieme (dal 2009) | Sindaco                 |      |
| 2019    | 2023      | Marisa Cesana          | Monguzzo Insieme                                            | Sindaco                 |      |
| 2023    | 2023      | Enrico Bruno Rigamonti | Monguzzo Insieme                                            | Vicesindaco             |      |
| 2023    | 2024      | Giorgio Zanzi          |                                                             | Commissario Prefettizio |      |
| 2024    | in carica | Marco Sangiorgio       | Monguzzo al Centro                                          | Sindaco                 |      |

## Sport

### Calcio
La squadra di calcio del paese è la A.S.D. Monguzzo Calcio 1997, che milita nei campionati organizzati dal CSI e dalla FIGC con le squadre:
- Calcio a 11 nel campionato "Serie B Open Como" (CSI)
- Calcio a 11 nel campionato "Allievi Milano" (CSI)
- Calcio a 7 nel campionato "Juniores Lecco" (CSI)
- Calcio a 11 nel campionato "Terza Categoria Lecco" (FIGC)
- Calcio a 7 nel campionato "Under 10"

### Ciclismo
A Monguzzo hanno sede due società ciclistiche, entrambe attive nel settore della mountain bike: il Team CBE Merida ed il Rampi Club Brianza.

### Altri sport
L'A.P.D. SiDe Sport 2006 è un'associazione polisportiva attiva nella pallavolo, dove partecipa ai campionati provinciali della FIPAV, e nella ginnastica artistica, sia a livello individuale che a squadre.
L'A.D.S.D. Piccola Broadway è un'associazione di danza sportiva fondata nel 2003 affiliata alla FIDS.

### Impianti sportivi
Il centro sportivo di Monguzzo, intitolato all'ex Sindaco Luciano Molteni, comprende un campo da calcio a 11 giocatori ed un palazzetto polifunzionale (denominato "Palazucca"); i campi da squash coperti sono tuttora in disuso.

## Galleria d'immagini

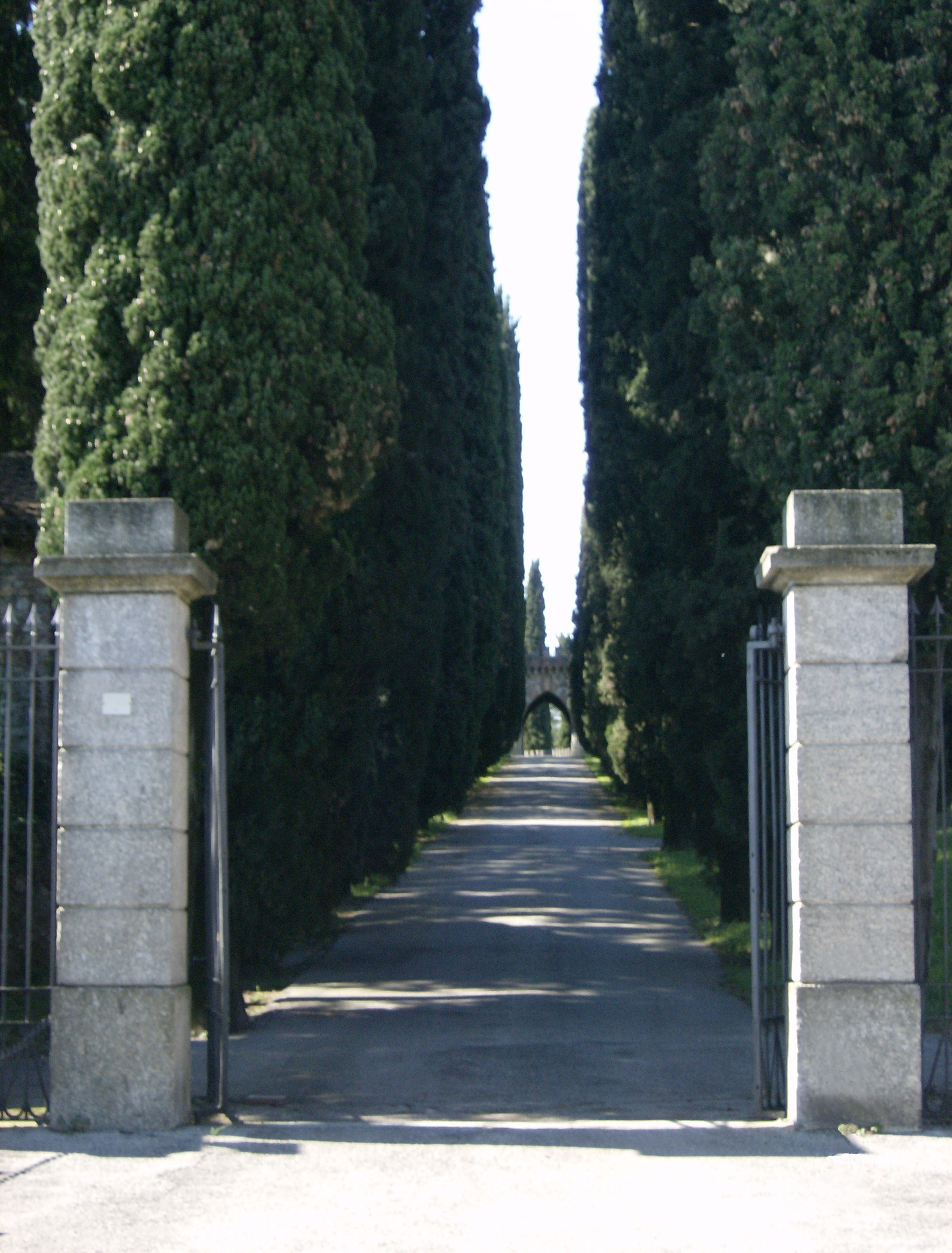
Viale di accesso al castello
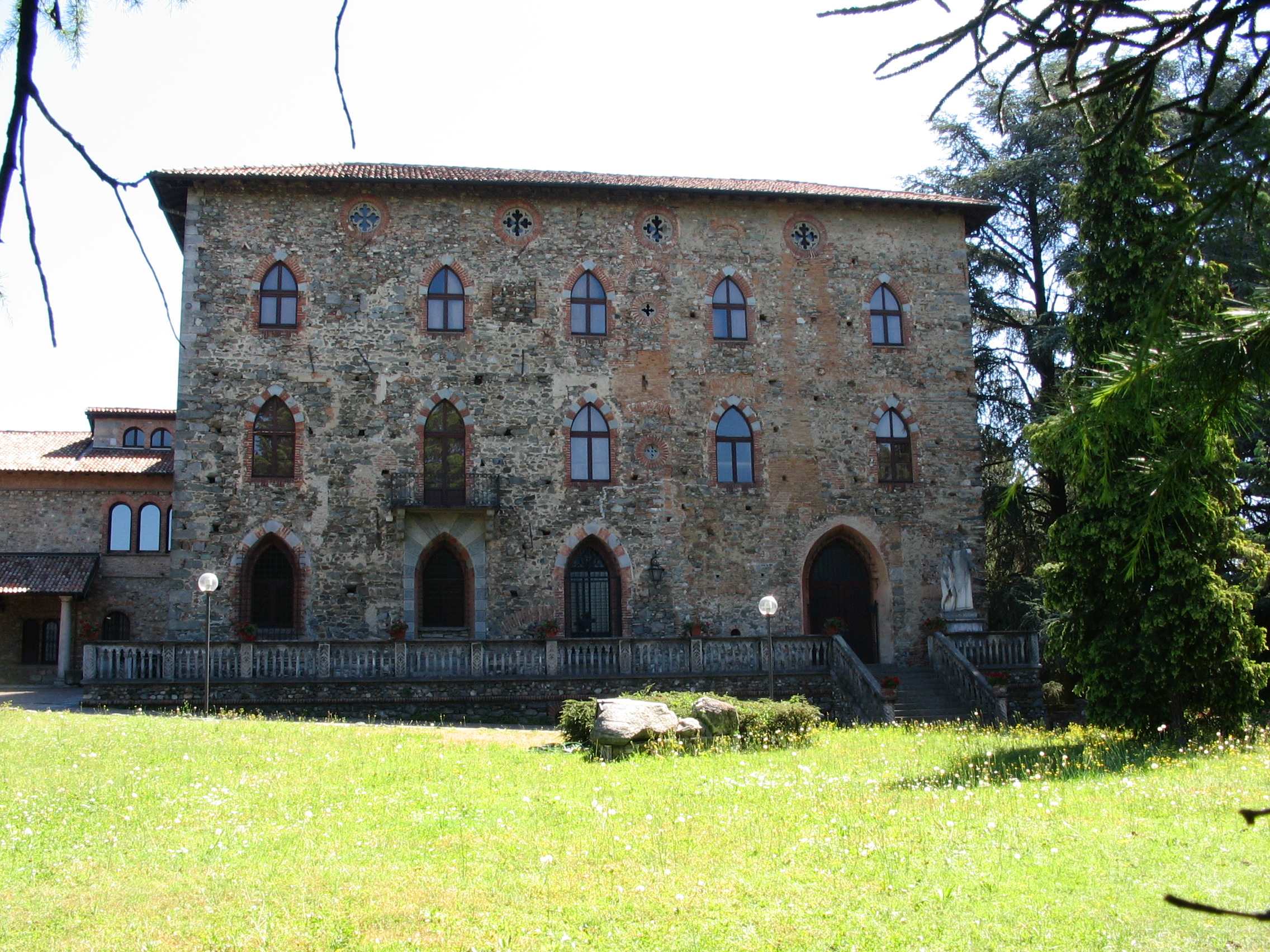
Castello
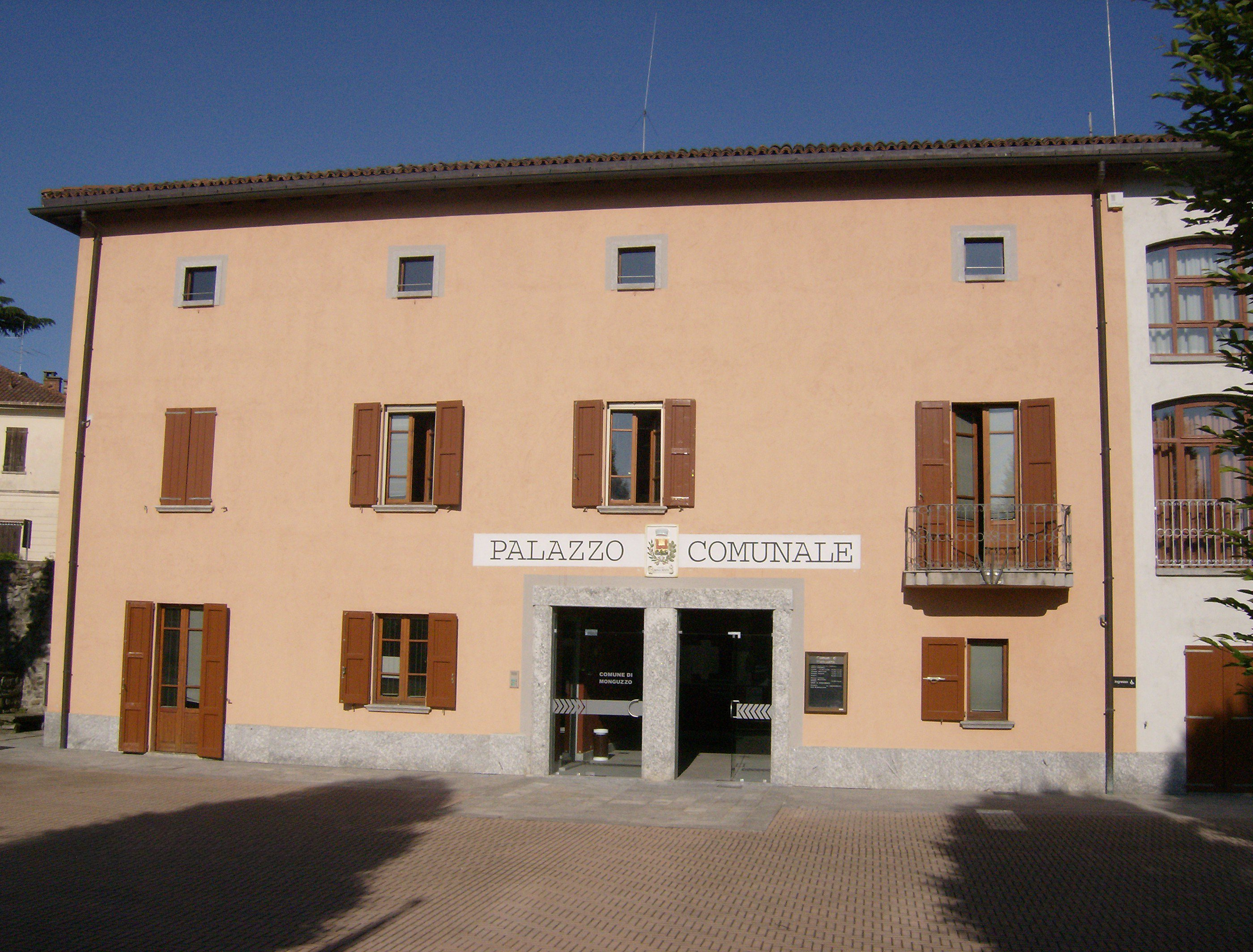
Cascina San Biagio Municipio
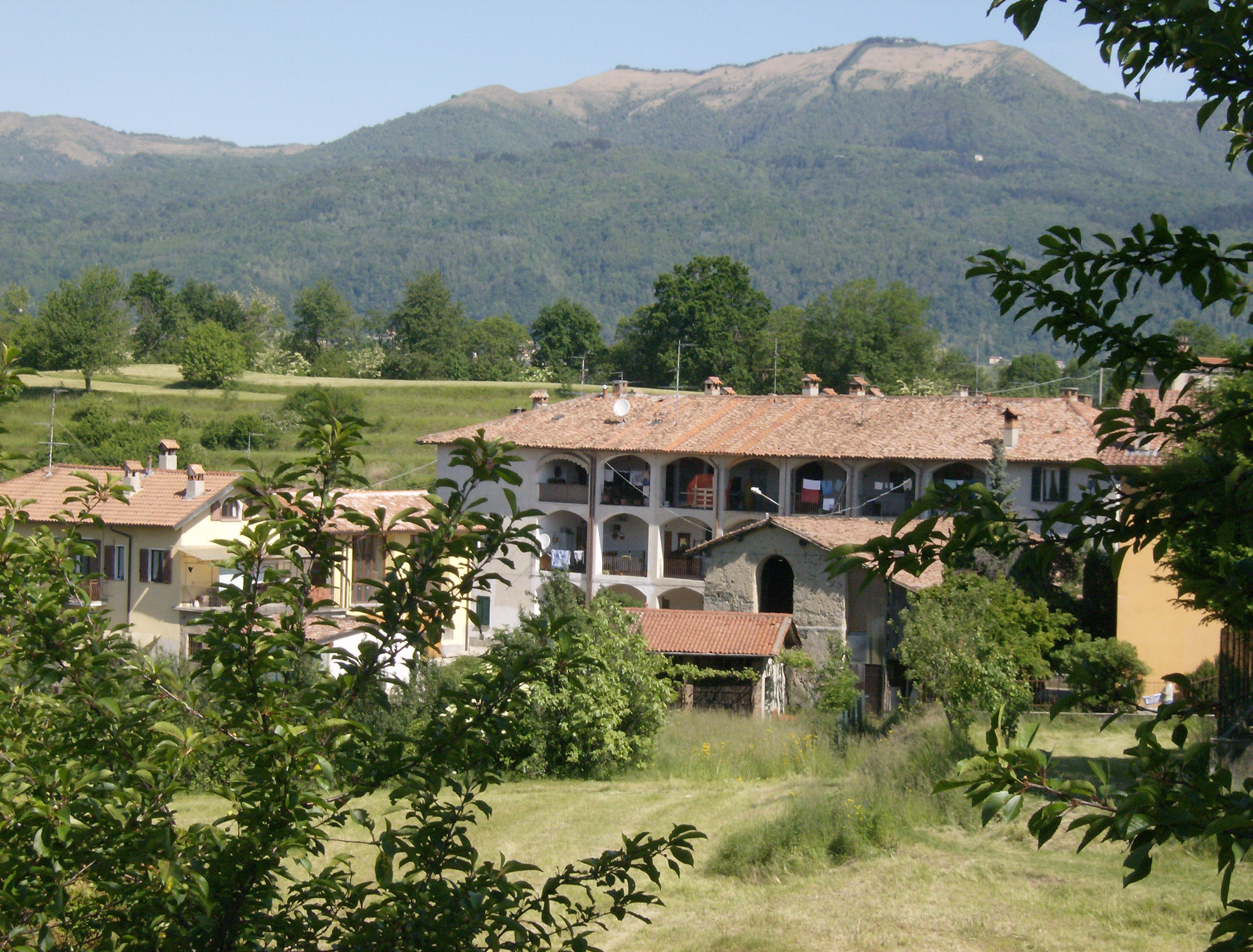
Cascina Solferino

### Esplicative
1. ↑  Ad esempio, i Comuni di Montacuto (AL) e Montaguto (AV)
2. ↑  Copia del decreto è affissa ad una parete della sala consiliare del Municipio.
3. ↑  Il decreto descrive il gonfalone come un drappo troncato, di verde e di giallo, riccamente ornato di ricami d'argento e caricato dello stemma sopra descritto con la iscrizione centrata in argento: Comune di Monguzzo. Le parti di metallo ed i cordoni saranno argentati. L'asta verticale sarà ricoperta di velluto dei colori del drappo, alternati, con bullette argentate poste a spirale. Nella freccia sarà rappresentato lo stemma del Comune e sul gambo inciso il nome. Cravatta e nastri tricolorati dai colori frangiati d'argento.
4. ↑  Secondo alcune fonti la chiesa è stata edificata verso il 700; Percorsi in Brianza, ottobre 2006, p. 46
5. ↑  Le prime notizie circa la dedicazione a San Biagio risalgono al XVI secolo; Monguzzo, in La Lombardia n. 146/2009, p. 120
6. ↑  Enrichetta Lodigiani e Giovanni (Giannino) Luppis de Rammer erano rispettivamente moglie e figlio di Ferdinando Luppis de Rammer, già proprietario del castello di Monguzzo nonché figlio di Giovanni, inventore del siluro; fonte: albero genealogico della famiglia Luppis

### Bibliografiche
1. 1 2   Bilancio demografico mensile anno 2025 (dati provvisori), su demo.istat.it, ISTAT.
2. ↑  Art. 2, comma 2 dello Statuto comunale
3. ↑   Classificazione sismica (XLS), su rischi.protezionecivile.gov.it.
4. ↑   Tabella dei gradi/giorno dei Comuni italiani raggruppati per Regione e Provincia (PDF), in Legge 26 agosto 1993, n. 412, allegato A, Agenzia nazionale per le nuove tecnologie, l'energia e lo sviluppo economico sostenibile, 1º marzo 2011,  p. 151. URL consultato il 25 aprile 2012 (archiviato dall'url originale il 1º gennaio 2017).
5. ↑  E. Parrino; E. Mannucci Benincasa, Monguzzo, p. 59
6. ↑  Art. 9 del DPR 26 agosto 1993, n. 412
7. 1 2 3 4 5 6   Comune di Monguzzo, sec. XIV - 1757 – Istituzioni storiche – Lombardia Beni Culturali, su lombardiabeniculturali.it. URL consultato il 9 maggio 2020.
8. ↑  TCI, Guida d'Italia [...], p. 292.
9. 1 2  Marcora, p. 11.
10. 1 2 3 4 5 6  Borghese, p. 313.
11. 1 2  Marcora, p. 12.
12. 1 2 3 4 5 6 7 8  Belloni et al., p. 58.
13. ↑  Marcora, p. 14.
14. 1 2   Comune di Monguzzo, 1757 - 1797 – Istituzioni storiche – Lombardia Beni Culturali, su lombardiabeniculturali.it. URL consultato il 9 maggio 2020.
15. 1 2 3 4   Comune di Monguzzo, 1798 - 1809 – Istituzioni storiche – Lombardia Beni Culturali, su lombardiabeniculturali.it. URL consultato il 9 maggio 2020.
16. 1 2   Comune di Monguzzo, 1816 - 1859 – Istituzioni storiche – Lombardia Beni Culturali, su lombardiabeniculturali.it. URL consultato il 9 maggio 2020.
17. ↑   Monguzzo, su Stemmi dei Comuni della Provincia di Como.
18. 1 2  Monguzzo, in La Lombardia n. 146/2009, p. 120
19. 1 2  Percorsi in Brianza, ottobre 2006, p. 49
20. ↑   Chiesa dei SS. Biagio e Sebastiano - complesso, Via Chiesa - Monguzzo (CO) – Architetture – Lombardia Beni Culturali, su lombardiabeniculturali.it. URL consultato il 18 aprile 2020.
21. ↑   Santuario di Nostra Signora di Lourdes, Via Santuario - Monguzzo (CO) – Architetture – Lombardia Beni Culturali, su lombardiabeniculturali.it. URL consultato il 18 aprile 2020.
22. 1 2 3 4   AltaBrianza.org - Il castello di Monguzzo (CO), su altabrianza.org. URL consultato il 18 aprile 2020.
23. 1 2   Castello di Monguzzo - complesso, Monguzzo (CO) – Architetture – Lombardia Beni Culturali, su lombardiabeniculturali.it. URL consultato il 18 aprile 2020.
24. ↑  Contino, Castello di Monguzzo.
25. ↑  Interventi di risanamento ambientale del Lago di Alserio, p. 10
26. ↑  Fonte: programma dell'inaugurazione del Centro di Educazione Ambientale "Bambini di Beslan" di Castel del Lago
27. ↑   Comune di Monguzzo, 1859 - [1971] – Istituzioni storiche – Lombardia Beni Culturali, su lombardiabeniculturali.it. URL consultato il 9 maggio 2020.
28. ↑  Dati tratti da:
  -  Popolazione residente dei comuni. Censimenti dal 1861 al 1991 (PDF), su ebiblio.istat.it, ISTAT.
  -  Popolazione residente per territorio – serie storica, su esploradati.censimentopopolazione.istat.it.
Nota bene: il dato del 2021 si riferisce al dato del censimento permanente al 31 dicembre di quell'anno.
29. ↑  Dato al 31 dicembre 2010; fonte: Ufficio Anagrafe
30. 1 2  Fonte: Ufficio Anagrafe
31. ↑  Approvato con deliberazione del Consiglio Comunale n. 7 del 1º marzo 2004
32. 1 2  E. Parrino; E. Mannucci Benincasa, Monguzzo, p. 36
33. 1 2  E. Parrino; E. Mannucci Benincasa, Monguzzo, p. 46
34. ↑  Appellativi dialettali degli abitanti del Lecchese e della Brianza, p. 27
35. ↑  Monguzzo, in La Lombardia n. 146/2009, p. 119
36. ↑  E. Parrino; E. Mannucci Benincasa, Monguzzo, p. 47
37. ↑   Orario trasporti Regione Lombardia, su 62.101.84.174. URL consultato il 28 aprile 2010 (archiviato dall'url originale il 18 gennaio 2010).
38. ↑  L'elenco completo dei Sindaci del Comune di Monguzzo è riportato su una pergamena affissa nella Sala Consiliare del Municipio
39. ↑   Sito ufficiale del Team CBE Merida, su teamcbe.it. URL consultato il 3 novembre 2018 (archiviato dall'url originale il 6 ottobre 2017).
40. ↑  Sito ufficiale dell'A.P.D. SiDe Sport 2006
41. ↑  Sito ufficiale dell'A.D.S.D. Piccola Broadway